# إدارة التجنيد والتعبئة بالقوات المسلحة (مصر)
إدارة التجنيد والتعبئة بالقوات المسلحة هي إحدى إدارات هيئة التنظيم والإدارة بالقوات المسلحة المصرية، والتي تقوم بإمدادها بأفضل العناصر البشرية للدفاع عن الوطن سلما وحربا وطبقاً لتخطيط هيئة التنظيم والإدارة للقوات المسلحة. التجنيد في مصر هو دخول الذكور من سن 18 إلى 30 سنة، لقضاء فترة الخدمة العسكرية سواء في القوات المسلحة المصرية أو في قطاع الشرطة.

## مناطق التجنيد

عناوين مناطق التجنيد في المحافظات المختلفة

1. القاهرة - الهايكستب
2. الجيزة - الهرم
3. الإسكندرية - العامرية
4. طنطا - سيجر
5. المنصورة - سندوب
6. المنيا - المنيا الجديدة
7. اسيوط - أسيوط (ش الخزان)
8. قنا - أرض الشئون.
9. الزقازيق - تل بسطا

## التربية العسكرية
ينص قانون التربية العسكرية رقم 46 لسنة 1973 الذي أقره مجلس الشعب يوم الأحد الموافق 6 مايو 1973 على أن التربية العـسكرية مادة أساسية من مواد الدراسة بمرحلتي التعليم الثانوي والعالي للدارسين المتمتعين بالجنسية المصرية. يستهدف نظام التربية العسكرية تنمية الوعى العسكري لدى الطلبة بما يكفل تنشئة أجيال من الشباب تصلح لتأدية الخدمة العسكرية عند التحاقهم بها ولتأدية الخدمة العسكرية عند التحاقهم بها ولتأدية مهام وطنية أثناء الحرب أو خدمات وطنية يصدر بتحديدها قرار من وزير الحربية. تشمل التربية العسكرية على التدريب العسكري والثقافة العسكرية التي تتمثل في مادة التربية العسكرية التي لا يجوز للطالب بالمرحلة الجامعية التخرج دون اجتيازها. ويشمل ذلك طلبة (الانتظام – الانتساب – التعليم المفتوح).

### أهداف التربية العسكرية
1. زيادة وتنمية الوعي العسكري لدى الطلاب بهدف تنشئة جيل من الشباب المؤهلين لتأدية الخدمة العسكرية عند التحاقهم بها.
2. إكساب الطلاب خلال فترة التدريب حب النظام والالتزام.
3. إعداد الطالب عسكرياً ومعنوياً وقومياً وبدنياً بحيث يكون صالحاً كمقاتل في القوات المسلحة حين انتهاء دراسته الجامعية.[4]

### البرنامج التدريبي
يتم تدريب الطلاب على المجالات الآتية:
التقاليد العسكرية – التدريب الطبيعي - التدريب الكيماوي – فن القتال – القيم السلوكية – الأمن الحربي – الشئون الإدارية – فن القيادة – الإدارة العسكرية.

## قواعد التجنيد الإجباري

ليس لديها قوات مسلحة
حاليا لا يوجد تجنيد إجباري
مشروع نظام نشط، لكن أقل من 20% من جميع الفئات العمرية مضطرون للتجنيد
خطة لإلغاء التجنيد من قبل الحكومة الحالية
التجنيد الحالي مستمر
لا يوجد معلومات

التجنيد الإجباري هو طريقة لاختيار الرجال، وفي بعض الأحيان النساء، للخدمة العسكرية الإلزامية. ويسمى أيضًا التجنيد الإلزامي أو الخدمة الوطنية، وعادةً يتم التجنيد الإجباري بمجرد انتهاء الدراسة، فيخدم المجندون لمدة تتراوح بين عام واحد وثلاثة أعوام، وذلك لحين حصولهم على المؤهل الدراسي الذي أجلت لهم الخدمة بسببه وهم: طلبة المدارس الثانوية والمدارس المعادلة لها داخل مصر أو في الخارج بشرط ألا يزيد سن الطالب خلال فترة التأجيل على 22 عام، وطلبة المدارس والمعاهد ومراكز التدريب داخل مصر أو في الخارج التي تنتهى فيها الدراسة بالحصول على مؤهل فوق متوسط وما يعادله بشرط ألا يزيد سن الطالب خلال فترة التأجيل عن 25 عام، وطلبة كليات الجامعات والمعاهد العليا وما يعادلها داخل مصر أو في الخارج حتى سن 28 عام، وإذا بلغ سن الطالب في الفرق النهائية الحد الأقصى لتأجيل التجنيد المشار إليه يستمر التأجيل حتى نهاية العام الدراسي بشرط أن لا يتجاوز سن الطالب 29 عام بالنسبة للكليات والمعاهد العليا، وعلي الطلبة المؤجل تجنيدهم في جميع الأحوال تقديم أنفسهم إلي منطقة التجنيد التابع لها مقر إقامتهم خلال ثلاثون يوماً من تاريخ زوال السبب.

### قواعد تأجيل التجنيد
عند طلب تأجيل التجنيد على الطالب أن يراعي استيفاء جميع بيانات النموذج 2 جند الذي يتضمن بياناته الشخصية مثل الاسم وتاريخ الميلاد ورقم وجهة استخراج البطاقة الشخصية والرقم الثلاثي لبطاقة الخدمة العسكرية والوطنية.
يجوز بقرار من وزير الدفاع تأجيل الخدمة الإلزامية المدة التي يراها لكل من:
- خريجوا الكليات والمعاهد التي تحتم طبيعة شهادتهم قضاء فترة دراسية أو تمرين بعد الحصول على المؤهل العالي على ألا يكون الفرد متخلفاً عن التجنيد دون عذر مقبول ويشترط ألا تزيد سن الفرد خلال فترة التأجيل على 29 سنة.
- خريجوا الجامعات والمعاهد العليا الذين توفدهم الدولة في بعثات إلى الخارج أو الداخل وذلك على أن يقدموا أنفسهم إلى مناطق التجنيد المختصة قبل تجاوزهم سن 29 سنة، وعلى المبعوثين إلى الخارج أن يسجلوا أنفسهم قبل السفر على أن يتم وضعهم تحت الإشراف العلمي.

### قواعد تصاريح السفر
يتم استخراج تصاريح السفر للخارج من إدارة التجنيد والتعبئة أو مناطق التجنيد والتعبئة للحالات الآتية: المؤجل تجنيدهم للدراسة بالخارج في أي وقت، والمستثنون مؤقتاً من أداء الخدمة العسكرية، والحاصلون على إعفاء مؤقت، والموضوعين تحت الطلب لمدة ثلاث سنوات، والذين أدوا الخدمة العسكرية ولم تنته مدة خدمتهم بالاحتياط، والطلبة المؤجل تجنيدهم للدراسة بالداخل خلال أجازة نصف العام ونهاية العام عدا طلبة السنوات النهائية.

## الإعفاء من التجنيد

### الإعفاء النهائي
يعفى نهائياً من أداء الخدمة العسكرية المواطن الذي يتقرر بالكشف الطبي عليه عدم لياقته الطبية أو البدنية لأداء الخدمة العسكرية، وأكبر المستحقين للتجنيد من أخوة أو أبناء المواطن الذي استشهد أو أصيب بإصابة تعجزه عن الكسب نهائياً بسبب العمليات الحربية، وأكبر المستحقين للتجنيد من أخوة أو أبناء الضابط أو المجند أو المتطوع الذي توفي بسبب الخدمة أو الذي أصيب بمرض أو عاهة بسبب الخدمة وكان من شأنها أن تجعله عاجزاً نهائياً عن الكسب والذي يتجاوز سن الثلاثين وهو مستحق للإعفاء المؤقت.

### الإعفاء المؤقت
يستحق الإعفاء المؤقت الابن الوحيد لأبيه الحي ويعد في حكمه من كان أخوه/أخوته غير قادرين على الكسب طبياً، والعائل الوحيد لأبيه الغير قادر علي الكسب وكذلك العائل لأخيه أو أخوته الغير قادرين علي الكسب، والعائل الوحيد لأمه إذا كانت أرملة أو مطلقة طلاقاً بائناً أو كان زوجها غير قادر علي الكسب، والعائل الوحيد لأخته أو أخوته غير المتزوجات، وأكبر المستحقين للتجنيد من أخوة أو أبناء الضابط أو المتطوع أو المواطن الذي فقد بسبب العمليات الحربية ويزول هذا الإعفاء بمجرد عودته أو ثبوت وجوده علي قيد الحياة، ويعامل الغائب في العمليات الحربية معاملة المفقود إلي أن يتضح موقفه، وإذا جند أحد الأخوين أو الأخوة أو أستدعي للخدمة في الاحتياط. يعفى مؤقتاً من الخدمة العسكرية الإلزامية العاملة الأخ الآخر أو أكبر الأخوة الباقين بعد أستبعاد غير القادرين منهم علي الكسب، ويشترط ألا يكون من بين الأخوة أي متخلف عن التجنيد أو جاوز الثلاثين عاماً أو أخ معفي من التجنيد ويزول الإعفاء بانتهاء خدمة المجند الإلزامية أو فترة استدعاؤه للخدمة في الاحتياط أو عند فراره أو زوال عدم القدرة علي الكسب، وفي جميع حالات الإعفاء المؤقت السابقة يزول الإعفاء بزوال سببه ويجب على كل من زال عنه سبب الإعفاء تقديم نفسه إلى منطقة التجنيد التابع لا خلال ثلاثون يوماً من تاريخ زوال السبب.

### البدلية
البدلية أو شهادة المعافاة بالبدل النقدي هي طريقة للإعفاء من الملزومية بالخدمة العسكرية بدأ العمل بها اعتباراً من صدور الأمر العالي من الخديوي توفيق بتاريخ 12 يونيو 1886 والذي نص على أنه يجوز لكل الأشخاص المكلفين بالخدمة العسكرية أن يتخلصوا منها بدفع البدل النقدي وهي 40 جنيه لمن لم تصبه القرعة و50 جنيه لمن أصابته القرعة وقبل انتظامه في سلك الجيش، أما من انتظم ويريد الخروج فعليه دفع مائة جنيه. ويعطى من قام بدفع البدلية أو «تذكرة البدلية» وثيقة تصدر عن ديوان الجهادية مٌحرر عليها التاريخ وأسم الشخص الذي سيحصل عليها وصفاته أو سماته الشخصية مثل الطول ولون البشرة ولون العينين والمديرية التابع لها وجهة التجنيد التي كان موزعاً عليها ويثبت فيها أنه قام بدفع المبلغ النقدي اللازم لإعفائه من الجهادية فتحررت له هذه التذكرة بذلك ليسعى على معاشه ولضمان عدم دخوله العسكرية مرة أخرى. وقد توقف العمل بهذا التشريع بعد عده سنوات.

## التطوع
التطوع يعنى الانخراط في خدمة القوات المسلحة في درجات ضباط الصف المخصص لها درجات بميزانية القوات المسلحة ويتم تعيين المتطوع من بين خريجي المنشآت التعليمية بالقوات المسلحة ذكور وإناث.
يجب على المتطوع بالقوات المسلحة المصرية أن يكون مصري الجنسية ومن أبوين يتمتعان بهذه الجنسية عن غير طريق التجنس، أن يكون حسن السير والسلوك، أن يكون لائقاً طبياً للخدمة العسكرية، ألا يكون متزوجاً أو سبق له الزواج ولا يسمح له بالزواج إلا بعد انتهاء مدة تدريبه بنجاح وصرف الراتب العالي إليه، أن يجتاز اختبار اللياقة البدنية، أن يجتاز الاختبارات الثقافية والنفسية والمهنية، أن يجتاز اختبار كشف الهيئة، ولا يسمح بقبول متطوعين بمدارس القوات المسلحة عموماً سبق أن رفدوا من إحداها لأي سبب من الأسباب، ويشترط موافقة ولي الأمر في حالة عدم بلوغ سن 18 عام للمتطوع أو المتطوعة، وألا يقل سن المتطوع عن 15 سنة ولا يزيد عن 25 سنة عند الالتحاق، وموافقة إدارة المخابرات الحربية والاستطلاع (جهاز الأمن الحربي) على تطوعه بالقوات المسلحة.

## الاحتياطي

### الرديف المصري
بدأ بالخدمة العسكرية مع نشوء الجيش المصري الحديث وكانت فترة الخدمة وقتئذ غير محددة، حتي أنه كان يمكن أن يقضي الجندي طيلة حياته في هذا الجيش، من ثم لم تك فكرة الاحتياط محل تطبيق، وهو الأمر الذي ظل سارياً في النظام العسكري خلال عهد محمد علي وعباس وسعيد. ظهرت فكرة الاحتياط لأول مرة في عصر الخديوي إسماعيل وحددت مدد معينة للخدمة، فكانت في سلاح المشاة خمس سنوات وفي سلاح الفرسان ست سنوات، وفي سلاح المدفعية سبع سنوات، وفي خلال مدة الاحتياط لا يدعى الجنود مطلقاً للتمرين أو التدريب ولكن للتعبئة والتجنيد فقط.
خلال عهد توفيق في عام 1880 استخدم مسمى الرديف والإمدادية (المدة) لأول مرة، وذلك حين صدر أول قانون للقرعة العسكرية ليقنن فترات خدمة المجندين في الجيش المصري، وكانت علي الوجه التالي:
- تحت السلاح أربع سنوات للبيادة (المشاة) والطوبجية (المدفعية) والسواري (الفرسان) والبحرية والصنايعية.
- رديف خمس سنوات للبيادة والطوبجية والسواري و4 سنوات للبحرية والصنايعية.
- احتياطية ست سنوات للبيادة والطوبجية والسواري وخمس سنوات للبحرية والصنايعية فمجموع المدة لا يزيد عن 15 سنة وبعد انتهائها تعطي لهم تذاكر بإخلاء سبيلهم وتشطب أسماؤهم من الدفاتر.

وبمقتضي المادة الخامسة من هذا القانون نظمت عملية استدعاء الأنفار من الرديف بالبدء بالنمرة الأصغر سناً ولا تطلب نمرة لدخولها تحت السلاح إلا بعد استيفاء النمرة التي قبلها. وعند الاضطرار بعد استيفاء دخول نمر الرديف الاحتياطية للحضرة الخديوية أن تأمر بطلب كافة الأشخاص السليمي البنية تحت السلاح لأداء الخدمة العسكرية بدون مراعاة سنهم.
عدل قانون القرعة في يوليو عام 1888 ليؤكد على جعل مدة الخدمة 15 سنة ولكن بتقسيم جديد وهو خمس في الجيش وخمس في البوليس وخمس في الرديف. وفي 4 نوفمبر 1902 صدر أمر عالي يحدد نظام الرديف بشكل أكثر تفصيلا، والذي تضمن مواد تنص على أن كل عسكري مقترع يرفت من الجيش يحال علي الرديف حالاً، يتحتم علي أي من هؤلاء أن يعلن جهة الاختصاص كلما غير محل إقامته، وأجاز لوزارة الحربية أن تطلب جميع رجال الرديف أو بعضهم لإجراء التمرينات العسكرية مدة لا تزيد عن ثلاثين يوما في السنة وأن تطلبهم في أي وقت من الأوقات للمساعدة علي حفظ الأمن مدة القلاقل العمومية أو لإجراء الاحتياطات الصحية اللازمة وقت الوباء، ثم أن تطلبهم أخيراً للخدمة العسكرية في وقت الحرب أو الطوارئ الأهلية وذلك بإذن من مجلس الوزراء.

## مديري الإدارة
- لواء أركان حرب / محمد صبحي مهنا.[23]
- لواء أركان حرب / سمير خليدي عبد الله.[24]
- لواء أركان حرب / أشرف عطية عبد الباري.[25]
- لواء أركان حرب / محيي الدين عبد العليم.[26]
- لواء أركان حرب / السيد علي الغالي.[27]
- لواء أركان حرب / حسن كامل.[28]
- لواء أركان حرب / إسماعيل عتمان.[29]
- لواء أركان حرب / هارون عبد الحميد.[30]
- لواء أركان حرب / فكري عوض.[31]
- لواء أركان حرب / عبد الباقي رشدي.[32]

## وصلات خارجية
- الموقع الرسمي